# Elecciones presidenciales de Francia de 2017
Las elecciones presidenciales de Francia de 2017 undécimas elecciones presidenciales de la Quinta República Francesa y décimas mediante sufragio universal directo, fueron un proceso electoral en cuya primera vuelta tuvo lugar el domingo 23 de abril y la segunda vuelta el domingo 7 de mayo que permitió elegir al presidente de Francia para ejercer un mandato de cinco años. El presidente hasta entonces en el cargo, François Hollande, decidió no presentarse a la reelección, hecho inaudito para un presidente de la Quinta República que estaba finalizando primer mandato. Otro hecho inaudito fue que esta elección se desarrolló bajo estado de emergencia decretado después de los atentados de noviembre de 2015 en París.
Antes de las elecciones hubo tres elecciones primarias en las que pudieron participar simpatizantes y no solo militantes de los diferentes partidos políticos: la «primaria de la ecología» del partido Europa Ecología Los Verdes, la «primaria abierta de la derecha y el centro» de Los Republicanos y la «primaria ciudadana» del Partido Socialista. La campaña electoral fue perturbada por los escándalos políticos y judiciales en torno a François Fillon y su familia y en torno a Marine Le Pen y su partido.
En la primera vuelta se enfrentaron once candidatos. Emmanuel Macron obtuvo la mayor parte de los votos por encima de Marine Le Pen, pasando ambos a la segunda vuelta. Aun así, junto con François Fillon y Jean-Luc Mélenchon, el porcentaje entre los votos de los cuatro candidatos fue extremadamente cerrado (4.43 % de diferencia entre el primer y el cuarto candidato).
Por primera vez, ninguno de los candidatos de los dos partidos políticos que habían ostentado hasta ese entonces la presidencia de la Quinta República se encontraba presente en la segunda vuelta. Esta segunda vuelta tuvo lugar el 7 de mayo y el resultado fue la victoria de Emmanuel Macron con 66.1 % de los votos contra 33.9 % para Marine Le Pen. La votación estuvo así mismo marcada por una fuerte abstención (25.4 %) para una segunda vuelta presidencial y por un récord de votos en blanco o nulos, los cuales fueron contabilizados en más de cuatro millones.
En la toma de posesión, el domingo 14 de mayo, Emmanuel Macron se convirtió en el más joven jefe de Estado francés de la era republicana desde Napoleón Bonaparte (quien tenía treinta años en 1799).
Después de estas elecciones, el 11 y el 18 de junio de 2017 se siguieron unas elecciones legislativas para elegir la Asamblea Nacional, en la que el partido de Emmanuel Macron obtuvo una mayoría, por lo que existe la posibilidad de que aplique gran parte de su programa.

## Contexto
La campaña y la designación de los candidatos rompieron con las normas de las elecciones presidenciales anteriores, dándole un carácter imprevisible y anunciando una recomposición del paisaje político francés. Por primera vez bajo la Quinta República el presidente que estaba terminando su mandato François Hollande, escogió no ser candidato para sucederse. El resultado de las elecciones primarias abiertas de los dos grandes partidos fue igualmente una sorpresa: Los favoritos (Alain Juppé, y en una menor medida Nicolas Sarkozy; para Los Republicanos; Manuel Valls y Arnaud Montebourg para el Partido Socialista) fueron eliminados por candidatos menos esperados (François Fillon y Benoît Hamon). Marcada por varios giros así como de presuntos hechos de favoritismo, de corrupción y de empleos ficticios (por parte de François Fillon y de Marine Le Pen), se previó, según las encuestas, una baja intención de votos para los dos grandes partidos, en provecho de candidatos de partidos que nunca habían estado en el poder (Emmanuel Macron para En Marcha y Marine Le Pen pata el Frente Nacional). Varios partidos del paisaje político tradicional francés no fueron directamente representados en las elecciones (Europe Ecologie Los Verdes, Modem, la UDI o incluso el Partido Comunista), optando cada uno por un sistema de alianzas con otros movimientos.

### Contexto mundial y europeo
Las elecciones de 2017 intervienen en un contexto agitado: la presencia de una crisis migratoria en Europa que afecta directamente a Francia, cuestionamientos cada vez más fuertes a la globalización con llamados al proteccionismo, cuestionamientos sobre el futuro de la Unión Europea sobre todo después de la salida del Reino Unido de la Unión Europea, y de manera general a una subida de las incertidumbres geopolíticas, notablemente después de los atentados yihadistas, al aumento de poder de China y la cuestión de las relaciones de la Unión Europea con Rusia después de la crisis ucraniana, así como incertidumbres sobre el futuro después de la llegada de Donald Trump a la Casa Blanca. Todas estas inquietudes favorecen el rearme del ejército. En Francia, el jefe de Estado mayor de los ejércitos, en un artículo publicado en diciembre de 2016, pidió un aumento del presupuesto de defensa. En los asuntos interiores, Francia también esta confrontada a numerosos desafíos: una elevada tasa de desempleo, la sostenibilidad del régimen de pensiones y el de seguridad social, problemas de equilibrio presupuestario y de deuda pública, problemas de inseguridad, de polución, etc.
En un contexto de gran vigilancia de las fuerzas de policía, dos hombres sospechosos de preparar atentados en relación con la elección presidencial fueron arrestados el 18 de abril, algunos días antes de la primera vuelta.
El encuestador Jérôme Fourque reveló que, como pudo verse en las votaciones en el extranjero del año 2016 — el referéndum sobre la permanencia del Reino Unido en la Unión Europea, las elecciones presidenciales de Austria de 2016 y las elecciones presidenciales de Estados Unidos de 2016 —, «la variable del nivel del diploma (nivel educativo) es un dato de más en más importante» e impone «una nueva segmentación de las sociedades occidentales entre los ganadores y los perdedores de la globalización» que «compite con; y a veces suplanta a la tradicional oposición entre la izquierda y la derecha». En el escrutinio francés, esta línea de fractura se observa particularmente entre Marine Le Pen (claramente a la cabeza entre los votantes menos diplomados) y Emmanuel Macron (claramente en cabeza entre los votantes más diplomados), que además ambos abogan por un reemplazo del desacuerdo entre izquierda y derecha por uno nuevo; entre los «globalistas» y los «patriotas» para la primera; entre los ««progresistas» y los «conservadores» para el segundo.
Mientras que Rusia fue acusada de interferencias en las elecciones estadounidenses y que ¡En Marcha!, partido del candidato Emmanuel Macron, la acusó en febrero de 2017 de tentativas de desestabilización por medio de ciberataques, el ministro de Relaciones Exteriores Jean-Marc Ayrault declaró que París «no aceptara intromisión alguna en el proceso electoral» y una sesión del consejo de Defensa y de Seguridad nacional fue organizado por el presidente para abordar el problema. En marzo de 2017, el jefe de la comisión de inteligencia del Senado de los Estados Unidos, Richard Burr, afirmó que Rusia estaba «activamente implicada» en la elección presidencial francesa. La prensa rusa, particularmente Sputnik y RT, sostienen la candidatura de Marine Le Pen — recibida por Vladímir Putin el 24 de marzo de 2017 — y alimentan una campaña negativa contra Emmanuel Macron. Según un estudio llevado por la firma británica Bakamo, publicado cuatro días antes de la primera vuelta, un cuarto de los enlace= compartidos por los internautas franceses sobre la campaña electoral entre el primero de noviembre y el 4 de abril eran contenidos falsos («Fake News») y favoreciendo en gran medida los candidatos euroescépticos; en el seno de esta categoría, un enlace sobre cinco estaba ligado a una agencia de noticias estatal rusa.

### Decisión del presidente en el cargo de no presentarse a las elecciones

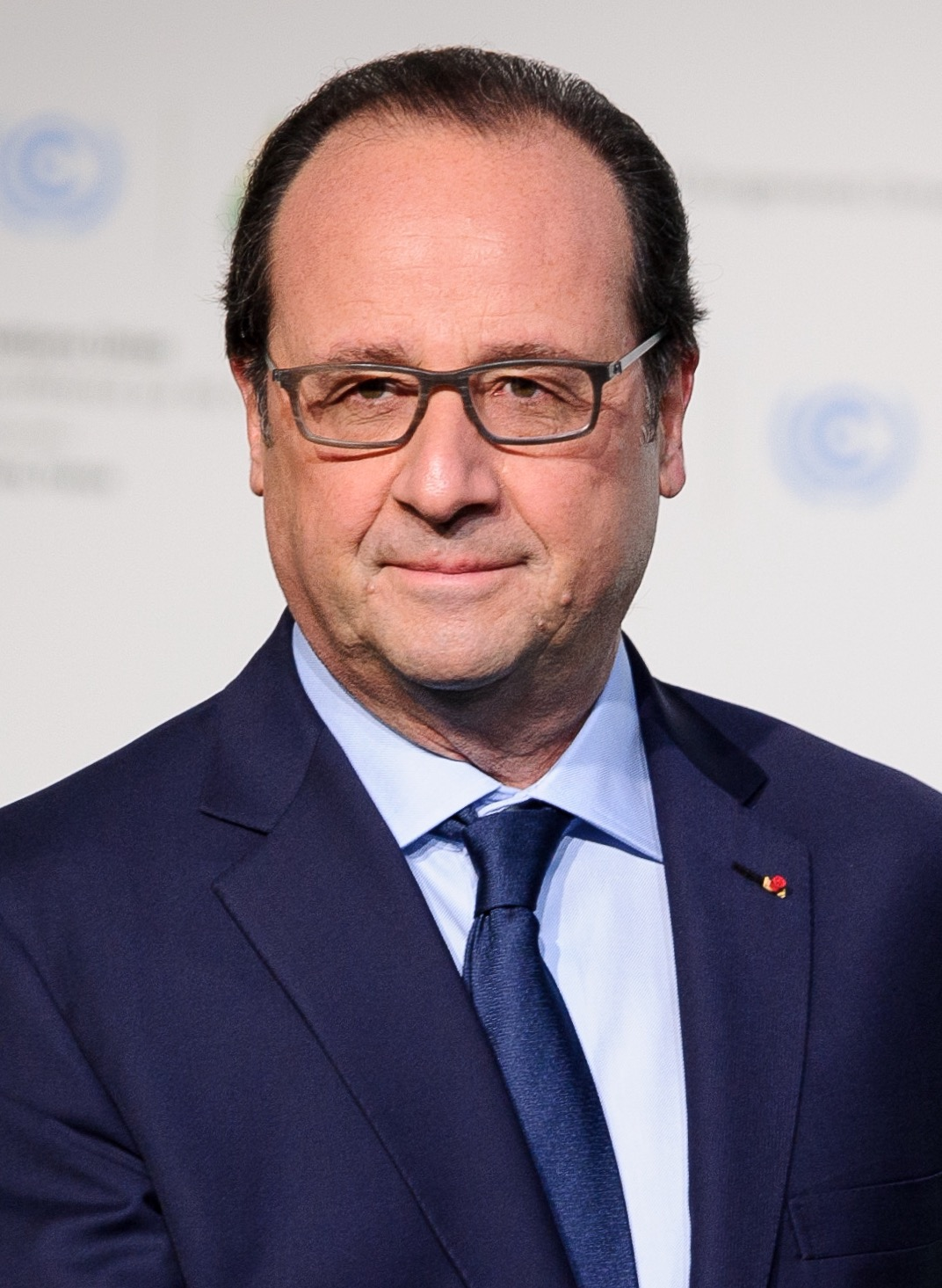
El presidente saliente, François Hollande, renunció el primero de diciembre de 2016 a la posibilidad de un segundo mandato. Fue la primera vez que esto ocurrió bajo la Quinta República.

El primero de diciembre de 2016 a las 20, hora local, el presidente en el cargo, François Hollande, anuncia públicamente en una alocución solemne que renunciaba a solicitar un segundo mandato presidencial, ocurriendo esto por primera vez en la historia de la Quinta República. Varias razones podrían explicar esta decisión: el nivel de popularidad del presidente se encontraba muy bajo en las encuestas, el efecto perjudicial contra su imagen del libro publicado por su exesposa, Merci pour ce moment, o el de dos periodistas de más reciente publicación, titulado 
Un président ne devrait pas dire ça....
El politólogo Eddy Fougier afirmó que en la historia de la Quinta república, las elecciones sin presidente saliente, «que se produjeron en 1969, en 1974 y en 2007, fueron un poco diferente de las demás. Contribuyeron a una renovación del personal político con candidatos que se presentaron por primera vez a las elecciones presidenciales, que pertenecían a una nueva generación y que experimentaron una gran voluntad de desempolvar la manera de hacer política (con Valéry Giscard en 1974 o con Sarkozy en 2007). Estas elecciones también en gran medida favorecieron a el centro político, más específicamente a la centro derecha como lo demuestran los ejemplos de Alain Poher quien se hizo presente en la segunda vuelta de 1969, la victoria de Valéry Giscard en 1974 y el buen resultado alanzado por François Bayrou (19 %)»

### Elecciones primarias abiertas
Antes de esta elección, varios partidos políticos organizaron elecciones primarias para poder nombrar el candidato de su partido para las elecciones presidenciales

### Los partidos políticos franceses frente a las elecciones presidenciales
El partido de Los Republicanos organizó por primera vez una primaria abierta para una elección presidencial, la Primaria francesa de la derecha y el centro Primaria francesa de la derecha y el centro, tal como lo había hecho en 2011 Europa Ecología Los Verdes, así como el Partido Radical de Izquierda también en 2011; la primaria fue ganada por François Fillon. En la izquierda fue organizada una «primaria ciudadana».
El politólogo Pascal Perrineau observó una «izquierda francesa que implosiona al mismo tiempo tanto en el terreno económico y social (la Ley Macron y la Ley El Khomri como ejemplos) como en el terreno de los valores (perdida de la nacionalidad francesa). Frente a este proceso que no paro de acentuarse y más allá de la fractura entre la derecha tradicional y el Frente Nacional, el fraccionamiento de las derechas, si es real, puede parecer relativamente modesto. Es más el fruto de un choque entre las personas y de las ambiciones personales que ellos cargan que de un afrontamiento entre diversas ideas». El constato a nivel global «un contexto de relativo cansancio de los programas políticos tal como fueron reconstruidos y creados después de la Segunda Guerra Mundial», valorando que ellos «entraron en crisis e hicieron objeto de cuestionamientos muchas veces profundos».
El periodista Éric Dupin subrayo que «el elector francés no [...] tuvo nunca que elegir entre un candidato de la izquierda liberal, de la izquierda socialista y de la izquierda radical» (a través de las candidaturas respectivas de Emmanuel Macron, Benoît Hamon y Jean-Luc Mélenchon).

### Opinión de los franceses respecto a la política
En encuestas anteriores se determinó que Macron era el candidato junto con Marine Le Pen que más atraía a los franceses estando los dos bastante parejos, estando bastante cerca ambos.
En un sondeo de la empresa OpinionWay publicado por Les Échos el 18 de enero de 2017, 89 % de las personas cuestionadas pensaron que los responsables políticos no se preocupaban suficientemente de lo que «piensa la gente como nosotros», y 70 % opinó que la democracia no funcionaba particularmente bien, 56 % declaró interesarse en la política y el 46 % estimó que el voto en las elecciones es la mejor manera de hacerse entender.

## Inscripciones
Según la ley francesa, para que un ciudadano francés pueda participar como candidato a las elecciones presidenciales debe presentar en su solicitud de inscripción un total de 500 firmas de apoyo por parte de funcionarios públicos locales electos popularmente adheridos a su candidatura, llamadas en francés «patrocinios» (parrainages); tales adhesiones deben provenir, en función de la región representada electoralmente por dichos funcionarios, de al menos treinta Departamentos o Comunidades Ultramarinas diferentes de Francia, y ninguno de dichos departamentos puede acumular más del 10 % de los adherentes a dicha candidatura, es decir, no puede haber más de cincuenta adhesiones a la candidatura por departamento. 
El 1 de marzo, el Consejo Constitucional notificó haber confirmado la solicitud de inscripción a la candidatura de las elecciones de veinticinco aspirantes a candidatos con sus respectivas adhesiones confirmadas hasta ese momento, de las cuales, solo una, la de François Fillon, candidato oficial por el partido Los Republicanos tenía confirmado un número de adhesiones suficientes para ser inscrito como candidato, a pesar de que para ese mismo momento el candidato conservador había sido citado por la Fiscalía Financiera del país a causa de una investigación en su contra por presuntos cargos de corrupción, por lo cual varios de sus aliados de campaña le habían solicitado que retirara su candidatura.
Durante las discusiones sobre la viabilidad de la retirada de Fillon de la carrera presidencial, múltiples comentaristas hablaban de sustituir su figura por la de Alain Juppé, quien quedara en segundo lugar en las primarias gaullistas, y quien de hecho, a pesar de no verse presentado oficialmente como candidato presidencial, según la actualización del 3 de marzo del Consejo Constitucional tenía registrada una adhesión para su inscripción. Juppé desestimó tales expectativas al descartar su posible nominación como sustituto a la candidatura de Fillon pocas horas antes de una reunión plena del comité político de LR, en la que Fillon aseguró haber recibido respaldo «unánime» para mantener su candidatura. A pesar de ello, la actualización del 10 de marzo del Consejo Constitucional aseguraba que la inscripción de Juppé ya alcanzaba los 288 apoyos.
La divulgación del Consejo Constitucional del 7 de marzo corroboraba que tanto el socialista Benoît Hamon como el exsocialista y autodeclarado socio-liberal de centrado Emmanuel Macron habían rebasado los mil patrocinios políticos, mientras que los candidatos minoritarios Nicolas Dupont-Aignan (derecha) y Nathalie Arthaud (comunista) habían conseguido rebasar por pocas firmas el mínimo requerido de quinientos apoyos, por lo que los cuatro pasaban a engrosar la lista de candidatos inscritos. El candidato regionalista Christian Troadec, con pocas decenas de apoyos recogidos, anunció pocas horas después su retirada de la carrera presidencial, alegando verse perjudicado por la divulgación pública de las identidades de los patrocinadores políticos, asegurando que tal disposición cohibía a sus potenciales partidarios de concederle sus votos electorales. Para la actualización del 10 de marzo, los candidatos ultranacionalistas Marine Le Pen y François Asselineau se sumaron a la lista de los aspirantes que rebasaban el mínimo requerido para sus inscripciones, sumando 7 candidatos oficiales a una semana del cierre del proceso de inscripciones.
| Candidato | Candidato                      | Partido                                     | Partido |  | Apoyos |
| --------- | ------------------------------ | ------------------------------------------- | ------- |  | ------ |
|           | François Fillon                | Los Republicanos                            | LR      |  | 3635   |
|           | Benoît Hamon                   | Partido Socialista                          | PS      |  | 2039   |
|           | Emmanuel Macron                | En Marcha                                   | EM      |  | 1829   |
|           | Jean-Luc Mélenchon             | Francia insumisa                            | FI      |  | 805    |
|           | Jean Lassalle                  | ¡Resistimos!                                | R!      |  | 708    |
|           | Nicolas Dupont-Aignan          | Francia Levántate                           | DLF     |  | 707    |
|           | Nathalie Arthaud               | Lucha Obrera                                | LO      |  | 637    |
|           | Marine Le Pen                  | Frente Nacional                             | FN      |  | 627    |
|           | François Asselineau            | Unión Popular Republicana                   | UPR     |  | 587    |
|           | Philippe Poutou                | Nuevo Partido Anticapitalista               | NPA     |  | 573    |
|           | Jacques Cheminade              | Solidaridad y Progreso                      | S&P     |  | 528    |
|           | Rama Yade                      | La Francia que se Atreve                    | LFQO    |  | 353    |
|           | Alain Juppé                    | Los Republicanos                            | LR      |  | 313    |
|           | Alexandre Jardin               | Independiente                               | -       |  | 165    |
|           | Charlotte Marchandise Franquet | LaPrimaire.org                              | LP      |  | 135    |
|           | Oscar Temaru                   | Servidor del Pueblo                         | TH      |  | 109    |
|           | Didier Tauzin                  | Reconstruir Francia                         | RLF     |  | 84     |
|           | Michèle Alliot-Marie           | Derecha diversa                             | DVD     |  | 74     |
|           | Jean-Pierre Gorges             | Derecha diversa                             | DVD     |  | 70     |
|           | Christian Troadec              | Movimiento Bretaña y Progreso               | MBP     |  | 53     |
|           | François Baroin                | Los Republicanos                            | LR      |  | 45     |
|           | Henri Guaino                   | Derecha diversa                             | DVD     |  | 33     |
|           | Pierre Larrouturou             | Nuevo Acuerdo                               | ND      |  | 33     |
|           | Bastien Faudot                 | Movimiento Republicano y Ciudadano          | MRC     |  | 29     |
|           | Nicolas Miguet                 | Agrupación de los Contribuyentes de Francia | RCF     |  | 15     |
|           | Paul Mumbach                   | Los Federados                               | LF      |  | 14     |
|           | Antoine Waechter               | Movimiento Ecologista Independiente         | MEI     |  | 11     |
|           | Stéphane Guyot                 | Partido del Voto en Blanco                  | PVB     |  | 9      |
|           | Emmanuel Toniutti              | Independiente                               | -       |  | 9      |
|           | François Hollande              | Partido Socialista                          | PS      |  | 7      |
|           | Laurent Hénart                 | Unión de los Demócratas e Independientes    | UDI     |  | 7      |
|           | Olivier Regis                  | Amar a Francia                              | ALF     |  | 7      |
|           | Jacques Nikonoff               | Partido de la Emancipación del Pueblo       | PEP     |  | 6      |
|           | Yannick Jadot                  | Europa Ecología Los Verdes                  | EELV    |  | 5      |
|           | Jean-Louis Borloo              | Unión de los Demócratas e Independientes    | UDI     |  | 3      |
|           | Jean-Claude Martínez           | Partido de Francia                          | PDF     |  | 3      |
|           | Michel Vergne                  | Independiente                               | -       |  | 3      |
|           | Kamel Messaoudi                | Independiente                               | -       |  | 3      |
|           | Bernard Cazeneuve              | Partido Socialista                          | PS      |  | 1      |
|           | Lionel Jospin                  | Partido Socialista                          | PS      |  | 1      |
|           | Patrick_Kanner                 | Partido Socialista                          | PS      |  | 1      |
|           | Nathalie Kosciusko-Morizet     | Los Republicanos                            | LR      |  | 1      |
|           | Bruno Le Maire                 | Los Republicanos                            | LR      |  | 1      |
|           | Laurent Wauquiez               | Los Republicanos                            | LR      |  | 1      |
|           | Bernard Trambouze              | Izquierda diversa                           | DVG     |  | 1      |
|           | Bertrand Fessard De Foucault   | Izquierda diversa                           | DVG     |  | 1      |
|           | Régis Passerieux               | Izquierda diversa                           | DVG     |  | 1      |
|           | Éric Besson                    | Los Progresistas                            | LsPs    |  | 1      |
|           | Daniel Cohn-Bendit             | Europa Ecología Los Verdes                  | EELV    |  | 1      |
|           | Philippe Bouriachi             | Europa Ecología Los Verdes                  | EELV    |  | 1      |
|           | Renaud Camus                   | Soberanía, Identidad y Libertad             | SIEL    |  | 1      |
|           | Camille Lainé                  | Movimiento jóvenes comunistas de Francia    | MJCF    |  | 1      |
|           | Olivier Delafon                | El Partido de la Nueva Francia              | LPNF    |  | 1      |
|           | Robert de Prévoisin            | Alianza Realista                            | AL      |  | 1      |
|           | Alain Mourguy                  | Unión de Un Pueblo                          | UDG     |  | 1      |
|           | Jean-Luc Millo                 | Independiente                               | -       |  | 1      |
|           | Michaël Goue                   | Independiente                               | -       |  | 1      |
|           | Jérôme Blanal                  | Independiente                               | -       |  | 1      |
|           | Jean Paul Guilbert             | Independiente                               | -       |  | 1      |
|           | Jean-Michel Levacher           | Independiente                               | -       |  | 1      |

## Candidatos

### Segunda vuelta
| Candidatos en la segunda vuelta |                                                           |
| Emmanuel Macron | Marine Le Pen                                             |
| En Marcha! | Frente Nacional                                           |
| |                                                           |
| Ministro de Economía, Industria y Asuntos Digitales (2014–2016) | Eurodiputada por el Noroeste de Francia (2004–2017)       |
| Apoyos en el balotaje |                                                           |
| Los Republicanos Partido Socialista Partido Radical de Izquierda Unión de los Demócratas e Independientes Europa Ecología Los Verdes Movimiento Bretaña y Progreso Partido Comunista Francés | Levántate Francia Disidentes: Partido Cristiano-Demócrata |
| Lema de campaña |                                                           |
| Juntos, Francia | Selecciona Francia                                        |

### Primera vuelta
El 18 de marzo de 2017, el Consejo Constitucional publicó los nombres de los 11 candidatos que recibieron 500 patrocinios válidos, con el orden de la lista determinado por sorteo.
| Partido | Partido | Partido                                                     | Candidato             | Cargos ocupados                                                 | Lema de campaña y apoyo en balotaje                                 | Apoyos                                                   |
| ------- | ------- | ----------------------------------------------------------- | --------------------- | --------------------------------------------------------------- | ------------------------------------------------------------------- | -------------------------------------------------------- |
|         | DLF     | Levantate Francia Debout la France                          | Nicolas Dupont-Aignan | Diputado por Essonne (desde 1997)                               | ¡Levántate Francia! Apoyo en balotaje: Marine Le Pen                |                                                          |
|         | FN      | Frente Nacional Front National                              | Marine Le Pen         | Eurodiputada por el Noroeste de Francia (2004-2017)             | Regresa Francia en orden                                            | MPF PDF SIEL                                             |
|         | EM      | En Marcha En Marche                                         | Emmanuel Macron       | Ministro de Economía, Industria y Asuntos Digitales (2014-2016) | Francia debe ser, una oportunidad para todos                        | MoDem PE GC MdP UDE LRC-CAP21 Disidentes: PS UDI PRG MRC |
|         | PS      | Partido Socialista Parti Socialiste                         | Benoît Hamon          | Diputado por Yvelines (2012 y 2014-2017)                        | Para batir el corazón de Francia Apoyo en balotaje: Emmanuel Macron | Bella Alianza Popular: PRG FD EELV Walwari MRC           |
|         | LO      | Lucha Obrera Lutte Ouvrière                                 | Nathalie Arthaud      | Portavoz de Lucha Obrera (desde 2008)                           | Para oír los trabajadores del campo                                 |                                                          |
|         | NPA     | Nuevo Partido Anticapitalista Nouveau Parti Anticapitaliste | Philippe Poutou       | Portavoz del Nuevo Partido Anticapitalista (desde 2009)         | Nuestras vidas, no sus ganancias!                                   |                                                          |
|         | S&P     | Solidaridad y Progreso Solidarité et Progrès                | Jacques Cheminade     | Presidente de Solidaridad y Progreso (desde 1996)               | Libertad de ocupación financiera                                    |                                                          |
|         | RES     | Resistimos Résistons                                        | Jean Lassalle         | Diputado por los Pirineos Atlánticos (desde 2002)               | Ha llegado el momento                                               |                                                          |
|         | FI      | Francia Insumisa France Insoumise                           | Jean-Luc Mélenchon    | Eurodiputado por el Suroeste de Francia (2009-2017)             | La fuerza del pueblo                                                | PG PCF E! PRCF PCOF GR NGS Disidentes: EELV              |
|         | UPR     | Unión Popular Republicana Union Populaire Républicaine      | François Asselineau   | Presidente de la Unión Popular Republicana (desde 2007)         | Una elección histórica                                              |                                                          |
|         | LR      | Los Republicanos Les Républicains                           | François Fillon       | Diputado por París (2012-2017)                                  | Un deseo de Francia Apoyo en balotaje: Emmanuel Macron              | PCD UDI CNIP CNPT SC                                     |

## Resultados
| Candidato | Candidato             | Partido                       | Partido              | Primera vuelta | Primera vuelta | Segunda vuelta | Segunda vuelta |
| Candidato | Candidato             | Partido                       | Partido              | Votos          | %              | Votos          | %              |
| --- | --------------------- | ----------------------------- | -------------------- | -------------- | -------------- | -------------- | -------------- |
| | Emmanuel Macron       | ¡En Marcha!                   | EM                   | 8 656 346      | 24.01 %        | 20 753 798     | 66.10 %        |
| | Marine Le Pen         | Frente Nacional               | FN                   | 7 678 491      | 21.30 %        | 10 644 118     | 33.90 %        |
| | François Fillon       | Los Republicanos              | LR                   | 7 212 995      | 20.01 %        |                |                |
| | Jean-Luc Mélenchon    | Francia Insumisa              | FI                   | 7 059 951      | 19.58 %        |                |                |
| | Benoît Hamon          | Partido Socialista            | PS                   | 2 291 288      | 6.36 %         |                |                |
| | Nicolas Dupont-Aignan | Francia Levántate             | DLF                  | 1 695 000      | 4.70 %         |                |                |
| | Jean Lassalle         | ¡Resistimos!                  | RES                  | 435 301        | 1.21 %         |                |                |
| | Philippe Poutou       | Nuevo Partido Anticapitalista | NPA                  | 394 505        | 1.09 %         |                |                |
| | François Asselineau   | Unión Popular Republicana     | UPR                  | 332 547        | 0.92 %         |                |                |
| | Nathalie Arthaud      | Lucha Obrera                  | LO                   | 232 384        | 0.64 %         |                |                |
| | Jacques Cheminade     | Solidaridad y Progreso        | S&P                  | 65 586         | 0.18 %         |                |                |
| |                       |                               |                      |                |                |                |                |
| Total | Total                 | Total                         | Total                | 36 054 394     | 100 %          | 31 397 916     | 100 %          |
| |                       |                               |                      |                |                |                |                |
| Votos válidos                                                                                                 | Votos válidos         | Votos válidos                 | Votos válidos        | 36 054 394     | 97.43 %        | 31 397 916     | 88.53 %        |
| Votos en blanco                                                                                               | Votos en blanco       | Votos en blanco               | Votos en blanco      | 659 997        | 1.78 %         | 3 019 724      | 8.51 %         |
| Votos nulos                                                                                                   | Votos nulos           | Votos nulos                   | Votos nulos          | 289 337        | 0.78 %         | 1 049 532      | 2.96 %         |
| Participación                                                                                                 | Participación         | Participación                 | Participación        | 37 003 728     | 77.77 %        | 35 467 172     | 74.56 %        |
| Abstención | Abstención            | Abstención                    | Abstención           | 10 578 455     | 22.23 %        | 12 101 416     | 25.44 %        |
| Votantes registrados                                                                                          | Votantes registrados  | Votantes registrados          | Votantes registrados | 47 582 183     | 100 %          | 47 568 588     | 100 %          |
| |                       |                               |                      |                |                |                |                |
| Resultados oficiales publicados por Consejo Constitucional - Resultados de la primera vuelta · segunda vuelta |                       |                               |                      |                |                |                |                |

### Primera vuelta

Resultados por departamento
Segundo lugar por departamento
Resultados por circunscripción
Resultados por comuna
Resultados en el extranjero
Resultados en los Distritos de París
Macron por departamento
Le Pen por departamento
Fillon por departamento
Mélenchon por departamento

#### Por Departamento
| Departamento                    | Emmanuel Macron | Emmanuel Macron | Marine Le Pen | Marine Le Pen | François Fillon | François Fillon | Jean-Luc Mélenchon | Jean-Luc Mélenchon | Benoît Hamon | Benoît Hamon | Nicolas Dupont-Aignan | Nicolas Dupont-Aignan | Jean Lassalle | Jean Lassalle | Philippe Poutou | Philippe Poutou | François Asselineau | François Asselineau | Nathalie Arthaud | Nathalie Arthaud | Jacques Cheminade | Jacques Cheminade |      |
| Departamento                    | Votos           | %               | Votos         | %             | Votos           | %               | Votos              | %                  | Votos        | %            | Votos                 | %                     | Votos         | %             | Votos           | %               | Votos               | %                   | Votos            | %                | Votos             | %                 |      |
| ------------------------------- | --------------- | --------------- | ------------- | ------------- | --------------- | --------------- | ------------------ | ------------------ | ------------ | ------------ | --------------------- | --------------------- | ------------- | ------------- | --------------- | --------------- | ------------------- | ------------------- | ---------------- | ---------------- | ----------------- | ----------------- | ---- |
| Departamento                    | Ain             | 73 692          | 22.62         | 81 455        | 25.00           | 69 805          | 21.43              | 51 736             | 15.88        | 16 711       | 5.13                  | 19 788                | 6.07          | 3465          | 1.06            | 3098            | 0.95                | 3612                | 1.11             | 1842             | 0.57              | 595               | 0.18 |
| Aisne                           | 51 680          | 17.94           | 102 770       | 35.67         | 46 969          | 16.30           | 48 950             | 16.99              | 12 230       | 4.24         | 14 651                | 5.08                  | 2264          | 0.79          | 3156            | 1.10            | 2171                | 0.75                | 2763             | 0.96             | 536               | 0.19              |      |
| Allier                          | 45 651          | 23.72           | 43 004        | 22.34         | 36 457          | 18.94           | 38 311             | 19.91              | 10 619       | 5.52         | 9795                  | 5.09                  | 2986          | 1.55          | 2322            | 1.21            | 1422                | 0.74                | 1540             | 0.80             | 353               | 0.18              |      |
| Alpes de Alta Provenza          | 19 960          | 20.02           | 24 463        | 24.53         | 18 442          | 18.49           | 22 448             | 22.51              | 4983         | 5.00         | 4861                  | 4.87                  | 1721          | 1.73          | 1178            | 1.18            | 932                 | 0.93                | 521              | 0.52             | 205               | 0.21              |      |
| Altos Alpes                     | 18 948          | 21.80           | 18 474        | 21.25         | 16 645          | 19.15           | 18 796             | 21.62              | 5109         | 5.88         | 4938                  | 5.68                  | 1609          | 1.85          | 1049            | 1.21            | 783                 | 0.90                | 411              | 0.47             | 165               | 0.19              |      |
| Alpes Marítimos                 | 111 953         | 19.04           | 163 141       | 27.75         | 161 036         | 27.39           | 87 941             | 14.96              | 21 067       | 3.58         | 25 175                | 4.28                  | 5262          | 0.90          | 3622            | 0.62            | 6067                | 1.03                | 1729             | 0.29             | 939               | 0.16              |      |
| Ardèche                         | 42 320          | 21.64           | 45 305        | 23.17         | 33 835          | 17.30           | 42 622             | 21.80              | 11 757       | 6.01         | 9926                  | 5.08                  | 3546          | 1.81          | 2602            | 1.33            | 1969                | 1.01                | 1303             | 0.67             | 371               | 0.19              |      |
| Ardenas                         | 26 912          | 18.33           | 47 578        | 32.41         | 25 273          | 17.22           | 26 172             | 17.83              | 7234         | 4.93         | 7810                  | 5.32                  | 1406          | 0.96          | 1693            | 1.15            | 1080                | 0.74                | 1378             | 0.94             | 267               | 0.18              |      |
| Ariège                          | 19 523          | 20.92           | 20 247        | 21.70         | 11 892          | 12.75           | 24 970             | 26.76              | 7326         | 7.85         | 3369                  | 3.61                  | 3304          | 3.54          | 1180            | 1.26            | 799                 | 0.86                | 556              | 0.60             | 140               | 0.15              |      |
| Aube                            | 30 565          | 18.98           | 48 846        | 30.33         | 37 122          | 23.05           | 22 496             | 13.97              | 6545         | 4.06         | 10 235                | 6.35                  | 1159          | 0.72          | 1387            | 0.86            | 1317                | 0.82                | 1107             | 0.69             | 289               | 0.18              |      |
| Aude                            | 43 015          | 20.07           | 60 585        | 28.26         | 32 281          | 15.06           | 46 126             | 21.52              | 13 614       | 6.35         | 8265                  | 3.86                  | 4642          | 2.17          | 2507            | 1.17            | 1783                | 0.83                | 1195             | 0.56             | 348               | 0.16              |      |
| Aveyron                         | 45 584          | 25.83           | 28 588        | 16.20         | 36 664          | 20.78           | 34 689             | 19.66              | 10 878       | 6.16         | 8554                  | 4.85                  | 6461          | 3.66          | 2322            | 1.32            | 1304                | 0.74                | 1106             | 0.63             | 313               | 0.18              |      |
| Bocas del Ródano                | 203 312         | 19.37           | 286 397       | 27.28         | 207 466         | 19.76           | 231 194            | 22.02              | 47 564       | 4.53         | 40 447                | 3.85                  | 10 040        | 0.96          | 8006            | 0.76            | 9418                | 0.90                | 4114             | 0.39             | 1740              | 0.17              |      |
| Calvados                        | 99 720          | 24.83           | 81 770        | 20.36         | 82 340          | 20.50           | 75 620             | 18.83              | 27 293       | 6.80         | 20 079                | 5.00                  | 2911          | 0.72          | 5269            | 1.31            | 2830                | 0.70                | 3099             | 0.77             | 691               | 0.17              |      |
| Cantal                          | 24 477          | 26.73           | 16 641        | 18.17         | 21 589          | 23.58           | 14 566             | 15.91              | 4810         | 5.25         | 4047                  | 4.42                  | 2840          | 3.10          | 1179            | 1.29            | 527                 | 0.58                | 692              | 0.76             | 198               | 0.22              |      |
| Charente                        | 49 889          | 25.07           | 42 598        | 21.40         | 33 744          | 16.96           | 40 755             | 20.48              | 12 569       | 6.32         | 10 008                | 5.03                  | 3085          | 1.55          | 2724            | 1.37            | 1540                | 0.77                | 1651             | 0.83             | 450               | 0.23              |      |
| Charente Marítimo               | 91 355          | 23.91           | 80 764        | 21.14         | 78 659          | 20.59           | 72 491             | 18.97              | 22 023       | 5.76         | 20 333                | 5.32                  | 5276          | 1.38          | 4876            | 1.28            | 3020                | 0.79                | 2576             | 0.67             | 692               | 0.18              |      |
| Cher                            | 38 076          | 22.05           | 41 753        | 24.18         | 32 967          | 19.09           | 33 694             | 19.51              | 9157         | 5.30         | 9554                  | 5.53                  | 1925          | 1.11          | 2106            | 1.22            | 1479                | 0.86                | 1630             | 0.94             | 345               | 0.20              |      |
| Corrèze                         | 39 218          | 26.93           | 25 253        | 17.34         | 25 427          | 17.46           | 30 357             | 20.85              | 9263         | 6.36         | 7049                  | 4.84                  | 4253          | 2.92          | 2319            | 1.59            | 1094                | 0.75                | 1051             | 0.72             | 329               | 0.23              |      |
| Córcega del Sur                 | 13 022          | 17.87           | 20 858        | 28.62         | 18 714          | 25.68           | 10 085             | 13.84              | 2546         | 3.49         | 2218                  | 3.04                  | 3948          | 5.42          | 657             | 0.90            | 485                 | 0.67                | 218              | 0.30             | 117               | 0.16              |      |
| Alta Córcega                    | 15 506          | 19.02           | 22 183        | 27.22         | 20 739          | 25.44           | 11 229             | 13.78              | 3234         | 3.97         | 2244                  | 2.75                  | 4763          | 5.84          | 717             | 0.88            | 480                 | 0.59                | 277              | 0.34             | 136               | 0.17              |      |
| Côte-d'Or                       | 67 436          | 23.65           | 64 200        | 22.52         | 60 625          | 21.26           | 50 859             | 17.84              | 16 810       | 5.90         | 14 980                | 5.25                  | 2635          | 0.92          | 2818            | 0.99            | 2457                | 0.86                | 1795             | 0.63             | 509               | 0.18              |      |
| Costas de Armor                 | 104 969         | 27.99           | 61 703        | 16.46         | 68 916          | 18.38           | 76 013             | 20.27              | 32 260       | 8.60         | 15 958                | 4.26                  | 3554          | 0.95          | 5468            | 1.46            | 2479                | 0.66                | 3028             | 0.81             | 621               | 0.17              |      |
| Creuse                          | 15 807          | 22.50           | 13 966        | 19.88         | 12 637          | 17.99           | 14 827             | 21.11              | 5494         | 7.82         | 3521                  | 5.01                  | 1352          | 1.92          | 1209            | 1.72            | 580                 | 0.83                | 684              | 0.97             | 174               | 0.25              |      |
| Dordoña                         | 55 945          | 22.49           | 52 044        | 20.93         | 42 510          | 17.09           | 57 132             | 22.97              | 15 783       | 6.35         | 11 424                | 4.59                  | 6050          | 2.43          | 3578            | 1.44            | 2128                | 0.86                | 1626             | 0.65             | 490               | 0.20              |      |
| Doubs                           | 63 954          | 22.50           | 66 635        | 23.45         | 59 929          | 21.09           | 50 803             | 17.88              | 16 318       | 5.74         | 14 733                | 5.18                  | 2532          | 0.89          | 3565            | 1.25            | 3129                | 1.10                | 2051             | 0.72             | 530               | 0.19              |      |
| Drôme                           | 63 164          | 21.88           | 68 996        | 23.90         | 53 403          | 18.50           | 58 037             | 20.10              | 17 385       | 6.02         | 14 997                | 5.19                  | 3868          | 1.34          | 3174            | 1.10            | 2988                | 1.03                | 2196             | 0.76             | 533               | 0.18              |      |
| Eure                            | 66 986          | 19.89           | 98 719        | 29.31         | 63 436          | 18.84           | 58 844             | 17.47              | 16 999       | 5.05         | 19 096                | 5.67                  | 2602          | 0.77          | 3933            | 1.17            | 2927                | 0.87                | 2633             | 0.78             | 602               | 0.18              |      |
| Eure y Loir                     | 51 038          | 21.74           | 58 886        | 25.08         | 51 275          | 21.84           | 38 035             | 16.20              | 12 317       | 5.25         | 14 103                | 6.01                  | 1942          | 0.83          | 2659            | 1.13            | 2253                | 0.96                | 1817             | 0.77             | 454               | 0.19              |      |
| Finisterre                      | 164 095         | 29.45           | 77 366        | 13.89         | 99 965          | 17.94           | 109 607            | 19.67              | 60 781       | 10.91        | 22 737                | 4.08                  | 6192          | 1.11          | 8250            | 1.48            | 3697                | 0.66                | 3638             | 0.65             | 857               | 0.15              |      |
| Gard                            | 79 006          | 18.78           | 123 273       | 29.30         | 72 366          | 17.20           | 90 905             | 21.61              | 20 473       | 4.87         | 17 808                | 4.23                  | 5946          | 1.41          | 4044            | 0.96            | 4096                | 0.97                | 2092             | 0.50             | 673               | 0.16              |      |
| Alto Garona                     | 190 128         | 26.43           | 120 225       | 16.71         | 118 608         | 16.49           | 170 446            | 23.69              | 60 180       | 8.37         | 27 833                | 3.87                  | 14 445        | 2.01          | 7116            | 0.99            | 5955                | 0.83                | 3166             | 0.44             | 1291              | 0.18              |      |
| Gers                            | 27 775          | 23.40           | 23 387        | 19.71         | 21 312          | 17.96           | 23 089             | 19.45              | 9527         | 8.03         | 5378                  | 4.53                  | 5059          | 4.26          | 1254            | 1.06            | 1037                | 0.87                | 677              | 0.57             | 188               | 0.16              |      |
| Gironde                         | 222 287         | 26.13           | 155 319       | 18.26         | 145 283         | 17.08           | 185 888            | 21.85              | 64 300       | 7.56         | 35 530                | 4.18                  | 16 460        | 1.93          | 13 233          | 1.56            | 7013                | 0.82                | 3980             | 0.47             | 1527              | 0.18              |      |
| Hérault                         | 128 621         | 20.52           | 161 119       | 25.70         | 110 339         | 17.60           | 143 996            | 22.97              | 36 180       | 5.77         | 23 159                | 3.69                  | 8461          | 1.35          | 5660            | 0.90            | 5919                | 0.94                | 2496             | 0.40             | 894               | 0.14              |      |
| Ille y Vilaine                  | 181 373         | 30.26           | 84 648        | 14.12         | 114 034         | 19.03           | 118 096            | 19.70              | 53 418       | 8.91         | 26 822                | 4.48                  | 4531          | 0.76          | 7065            | 1.18            | 3994                | 0.67                | 4339             | 0.72             | 1021              | 0.17              |      |
| Indre                           | 27 301          | 20.85           | 31 985        | 24.43         | 25 476          | 19.46           | 24 938             | 19.05              | 7786         | 5.95         | 7177                  | 5.48                  | 1728          | 1.32          | 1757            | 1.34            | 1098                | 0.84                | 1390             | 1.06             | 298               | 0.23              |      |
| Indre y Loira                   | 83 165          | 24.47           | 64 522        | 18.98         | 72 196          | 21.24           | 65 931             | 19.40              | 22 898       | 6.74         | 18 452                | 5.43                  | 2929          | 0.86          | 3907            | 1.15            | 2620                | 0.77                | 2606             | 0.77             | 679               | 0.20              |      |
| Isère                           | 164 091         | 24.77           | 147 910       | 22.33         | 112 927         | 17.05           | 135 949            | 20.52              | 43 652       | 6.59         | 33 773                | 5.10                  | 6537          | 0.99          | 6382            | 0.96            | 6558                | 0.99                | 3595             | 0.54             | 1140              | 0.17              |      |
| Jura                            | 31 896          | 21.33           | 36 110        | 24.14         | 28 373          | 18.97           | 30 331             | 20.28              | 7589         | 5.07         | 8533                  | 5.71                  | 1994          | 1.33          | 1980            | 1.32            | 1330                | 0.89                | 1148             | 0.77             | 285               | 0.19              |      |
| Landas                          | 61 043          | 24.63           | 44 956        | 18.14         | 42 464          | 17.13           | 49 949             | 20.15              | 21 550       | 8.69         | 11 021                | 4.45                  | 10 485        | 4.23          | 2875            | 1.16            | 1916                | 0.77                | 1235             | 0.50             | 372               | 0.15              |      |
| Loir y Cher                     | 40 639          | 20.98           | 48 662        | 25.12         | 42 756          | 22.07           | 31 576             | 16.30              | 10 956       | 5.66         | 11 646                | 6.01                  | 1843          | 0.95          | 2198            | 1.13            | 1516                | 0.78                | 1542             | 0.80             | 404               | 0.21              |      |
| Loira                           | 90 677          | 23.17           | 94 222        | 24.08         | 71 848          | 18.36           | 73 388             | 18.75              | 22 698       | 5.80         | 22 689                | 5.80                  | 5041          | 1.29          | 4107            | 1.05            | 3483                | 0.89                | 2547             | 0.65             | 667               | 0.17              |      |
| Alto Loira                      | 32 821          | 23.51           | 32 185        | 23.06         | 25 956          | 18.60           | 25 419             | 18.21              | 7435         | 5.33         | 8346                  | 5.98                  | 3112          | 2.23          | 1928            | 1.38            | 1050                | 0.75                | 1043             | 0.75             | 282               | 0.20              |      |
| Loira Atlántico                 | 232 602         | 28.66           | 111 194       | 13.70         | 159 703         | 19.68           | 178 357            | 21.98              | 65 140       | 8.03         | 36 546                | 4.50                  | 6029          | 0.74          | 9618            | 1.19            | 6129                | 0.76                | 4785             | 0.59             | 1354              | 0.17              |      |
| Loiret                          | 83 506          | 23.48           | 83 662        | 23.53         | 75 655          | 21.28           | 58 134             | 16.35              | 20 438       | 5.75         | 21 128                | 5.94                  | 3203          | 0.90          | 3655            | 1.03            | 3109                | 0.87                | 2380             | 0.67             | 702               | 0.20              |      |
| Lot                             | 29 527          | 26.65           | 17 865        | 16.13         | 18 459          | 16.66           | 26 014             | 23.48              | 7951         | 7.18         | 4550                  | 4.11                  | 3073          | 2.77          | 1528            | 1.38            | 871                 | 0.79                | 723              | 0.65             | 226               | 0.20              |      |
| Lot y Garona                    | 39 253          | 20.79           | 47 271        | 25.03         | 34 828          | 18.44           | 36 018             | 19.08              | 10 639       | 5.63         | 9407                  | 4.98                  | 6083          | 3.22          | 2292            | 1.21            | 1660                | 0.88                | 1044             | 0.55             | 327               | 0.17              |      |
| Lozère                          | 10 463          | 21.73           | 9097          | 18.89         | 10 986          | 22.82           | 9483               | 19.70              | 2733         | 5.68         | 2197                  | 4.56                  | 1764          | 3.66          | 683             | 1.42            | 354                 | 0.74                | 294              | 0.61             | 93                | 0.19              |      |
| Maine y Loira                   | 121 685         | 26.51           | 77 935        | 16.98         | 108 888         | 23.73           | 78 293             | 17.06              | 29 553       | 6.44         | 25 321                | 5.52                  | 3483          | 0.76          | 5696            | 1.24            | 3439                | 0.75                | 3860             | 0.84             | 805               | 0.18              |      |
| Mancha                          | 74 683          | 24.86           | 61 620        | 20.51         | 64 909          | 21.60           | 51 026             | 16.98              | 19 238       | 6.40         | 17 052                | 5.68                  | 2520          | 0.84          | 4134            | 1.38            | 2048                | 0.68                | 2593             | 0.86             | 623               | 0.21              |      |
| Marne                           | 60 958          | 20.75           | 82 473        | 28.07         | 65 081          | 22.15           | 44 424             | 15.12              | 13 683       | 4.66         | 16 896                | 5.75                  | 2350          | 0.80          | 2762            | 0.94            | 2441                | 0.83                | 2176             | 0.74             | 525               | 0.18              |      |
| Alto Marne                      | 18 438          | 18.00           | 34 027        | 33.22         | 19 590          | 19.12           | 15 380             | 15.01              | 4292         | 4.19         | 6417                  | 6.26                  | 1126          | 1.10          | 1233            | 1.20            | 813                 | 0.79                | 926              | 0.90             | 198               | 0.19              |      |
| Mayenne                         | 46 938          | 26.04           | 30 465        | 16.90         | 48 772          | 27.06           | 26 798             | 14.87              | 10 247       | 5.69         | 10 107                | 5.61                  | 1525          | 0.85          | 2242            | 1.24            | 1182                | 0.66                | 1627             | 0.90             | 329               | 0.18              |      |
| Meurthe y Mosela                | 83 703          | 22.04           | 98 194        | 25.86         | 62 654          | 16.50           | 77 400             | 20.38              | 23 632       | 6.22         | 19 331                | 5.09                  | 3236          | 0.85          | 4483            | 1.18            | 3458                | 0.91                | 2942             | 0.77             | 733               | 0.19              |      |
| Mosa                            | 20 713          | 19.35           | 34 602        | 32.32         | 19 287          | 18.02           | 16 020             | 14.97              | 4918         | 4.59         | 6802                  | 6.35                  | 1294          | 1.21          | 1430            | 1.34            | 856                 | 0.80                | 886              | 0.83             | 237               | 0.22              |      |
| Morbihan                        | 130 639         | 27.86           | 82 927        | 17.69         | 97 900          | 20.88           | 82 020             | 17.49              | 34 368       | 7.33         | 22 411                | 4.78                  | 4820          | 1.03          | 6309            | 1.35            | 3249                | 0.69                | 3291             | 0.70             | 901               | 0.19              |      |
| Mosela                          | 117 738         | 21.05           | 158 542       | 28.35         | 96 003          | 17.17           | 100 118            | 17.90              | 29 480       | 5.27         | 32 525                | 5.82                  | 5763          | 1.03          | 6975            | 1.25            | 5977                | 1.07                | 4929             | 0.88             | 1167              | 0.21              |      |
| Nièvre                          | 27 356          | 22.71           | 29 817        | 24.76         | 20 773          | 17.25           | 23 079             | 19.16              | 7854         | 6.52         | 6446                  | 5.35                  | 1365          | 1.13          | 1547            | 1.28            | 959                 | 0.80                | 1004             | 0.83             | 234               | 0.19              |      |
| Norte                           | 268 723         | 19.85           | 382 030       | 28.22         | 226 710         | 16.75           | 288 115            | 21.28              | 76 531       | 5.65         | 65 245                | 4.82                  | 8535          | 0.63          | 13 151          | 0.97            | 11 450              | 0.85                | 10 975           | 0.81             | 2338              | 0.17              |      |
| Oise                            | 86 680          | 19.80           | 135 188       | 30.88         | 76 783          | 17.54           | 77 415             | 17.68              | 20 525       | 4.69         | 23 936                | 5.47                  | 3414          | 0.78          | 4682            | 1.07            | 4666                | 1.07                | 3677             | 0.84             | 827               | 0.19              |      |
| Orne                            | 35 815          | 21.57           | 39 532        | 23.81         | 41 084          | 24.74           | 24 542             | 14.78              | 8659         | 5.21         | 9644                  | 5.81                  | 1480          | 0.89          | 2147            | 1.29            | 1291                | 0.78                | 1513             | 0.91             | 350               | 0.21              |      |
| Paso de Calais                  | 153 682         | 18.45           | 286 147       | 34.35         | 119 077         | 14.29           | 159 342            | 19.13              | 43 084       | 5.17         | 41 427                | 4.97                  | 5832          | 0.70          | 9002            | 1.08            | 5484                | 0.66                | 8667             | 1.04             | 1408              | 0.17              |      |
| Puy-de-Dôme                     | 96 797          | 27.15           | 63 030        | 17.68         | 58 432          | 16.39           | 78 417             | 21.99              | 25 814       | 7.24         | 15 635                | 4.38                  | 7348          | 2.06          | 4730            | 1.33            | 2910                | 0.82                | 2699             | 0.76             | 755               | 0.21              |      |
| Pirineos Atlánticos             | 103 958         | 26.28           | 54 376        | 13.74         | 71 858          | 18.16           | 78 803             | 19.92              | 30 589       | 7.73         | 14 727                | 3.72                  | 29 882        | 7.55          | 6371            | 1.61            | 2782                | 0.70                | 1799             | 0.45             | 508               | 0.13              |      |
| Altos Pirineos                  | 35 070          | 25.11           | 25 947        | 18.57         | 20 220          | 14.48           | 32 148             | 23.01              | 9935         | 7.11         | 5876                  | 4.21                  | 6928          | 4.96          | 1575            | 1.13            | 1023                | 0.73                | 767              | 0.55             | 200               | 0.14              |      |
| Pirineos Orientales             | 49 245          | 18.46           | 80 169        | 30.05         | 45 865          | 17.19           | 56 392             | 21.14              | 13 455       | 5.04         | 9741                  | 3.65                  | 4634          | 1.74          | 3053            | 1.14            | 2303                | 0.86                | 1477             | 0.55             | 453               | 0.17              |      |
| Bajo Rin                        | 133 347         | 22.29           | 147 714       | 24.70         | 131 564         | 22.00           | 88 420             | 14.78              | 31 931       | 5.34         | 39 299                | 6.57                  | 6420          | 1.07          | 6549            | 1.09            | 6841                | 1.14                | 4823             | 0.81             | 1197              | 0.20              |      |
| Alto Rin                        | 79 798          | 19.76           | 109 704       | 27.16         | 90 237          | 22.34           | 57 856             | 14.32              | 18 694       | 4.63         | 28 562                | 7.07                  | 5004          | 1.24          | 4727            | 1.17            | 5217                | 1.29                | 3101             | 0.77             | 1010              | 0.25              |      |
| Ródano                          | 236 137         | 26.58           | 144 476       | 16.26         | 205 781         | 23.16           | 175 051            | 19.70              | 60 094       | 6.76         | 38 429                | 4.33                  | 6703          | 0.75          | 7146            | 0.80            | 9188                | 1.03                | 4061             | 0.46             | 1446              | 0.16              |      |
| Alto Saona                      | 27 332          | 19.59           | 43 753        | 31.36         | 25 184          | 18.05           | 22 150             | 15.88              | 6596         | 4.73         | 8176                  | 5.86                  | 1512          | 1.08          | 2021            | 1.45            | 1206                | 0.86                | 1325             | 0.95             | 267               | 0.19              |      |
| Saona y Loira                   | 69 212          | 22.33           | 75 258        | 24.28         | 60 100          | 19.39           | 55 249             | 17.83              | 19 184       | 6.19         | 18 961                | 6.12                  | 3153          | 1.02          | 3588            | 1.16            | 2535                | 0.82                | 2201             | 0.71             | 510               | 0.16              |      |
| Sarthe                          | 64 618          | 20.04           | 67 083        | 20.80         | 92 261          | 28.61           | 56 851             | 17.63              | 17 195       | 5.33         | 13 657                | 4.24                  | 2141          | 0.66          | 3565            | 1.11            | 2074                | 0.64                | 2452             | 0.76             | 547               | 0.17              |      |
| Saboya                          | 55 871          | 23.13           | 52 448        | 21.71         | 50 815          | 21.04           | 45 013             | 18.63              | 13 752       | 5.69         | 13 673                | 5.66                  | 3152          | 1.30          | 2578            | 1.07            | 2608                | 1.08                | 1219             | 0.50             | 430               | 0.18              |      |
| Alta Saboya                     | 100 174         | 24.23           | 77 919        | 18.84         | 105 057         | 25.41           | 67 079             | 16.22              | 21 805       | 5.27         | 24 785                | 5.99                  | 4649          | 1.12          | 4263            | 1.03            | 5021                | 1.21                | 1919             | 0.46             | 827               | 0.20              |      |
| París                           | 375 006         | 34.83           | 53 719        | 4.99          | 284 744         | 26.45           | 210 548            | 19.56              | 109 550      | 10.18        | 17 997                | 1.67                  | 5490          | 0.51          | 6799            | 0.63            | 8337                | 0.77                | 2897             | 0.27             | 1472              | 0.14              |      |
| Sena Marítimo                   | 145 756         | 21.23           | 170 945       | 24.90         | 118 336         | 17.24           | 152 394            | 22.20              | 41 516       | 6.05         | 33 036                | 4.81                  | 4383          | 0.64          | 8321            | 1.21            | 5205                | 0.76                | 5356             | 0.78             | 1278              | 0.19              |      |
| Sena y Marne                    | 157 314         | 23.11           | 155 521       | 22.85         | 120 968         | 17.77           | 141 827            | 20.84              | 38 772       | 5.70         | 41 505                | 6.10                  | 5182          | 0.76          | 6354            | 0.93            | 8195                | 1.20                | 3706             | 0.54             | 1247              | 0.18              |      |
| Yvelines                        | 219 063         | 28.86           | 98 024        | 12.92         | 206 835         | 27.25           | 126 345            | 16.65              | 52 564       | 6.93         | 32 906                | 4.34                  | 5371          | 0.71          | 5448            | 0.72            | 8148                | 1.07                | 2872             | 0.38             | 1358              | 0.18              |      |
| Deux-Sèvres                     | 57 826          | 26.97           | 38 640        | 18.02         | 40 195          | 18.75           | 41 609             | 19.41              | 14 950       | 6.97         | 11 356                | 5.30                  | 2599          | 1.21          | 3483            | 1.62            | 1478                | 0.69                | 1869             | 0.87             | 393               | 0.18              |      |
| Somme                           | 69 520          | 21.75           | 97 081        | 30.37         | 51 834          | 16.22           | 59 491             | 18.61              | 14 260       | 4.46         | 15 462                | 4.84                  | 2365          | 0.74          | 3661            | 1.15            | 2272                | 0.71                | 3111             | 0.97             | 579               | 0.18              |      |
| Tarn                            | 51 755          | 22.14           | 52 402        | 22.42         | 41 052          | 17.56           | 48 094             | 20.57              | 15 530       | 6.64         | 11 440                | 4.89                  | 7105          | 3.04          | 2721            | 1.16            | 1822                | 0.78                | 1397             | 0.60             | 439               | 0.19              |      |
| Tarn y Garona                   | 30 319          | 20.65           | 39 183        | 26.69         | 25 992          | 17.71           | 27 841             | 18.97              | 8567         | 5.84         | 7233                  | 4.93                  | 3660          | 2.49          | 1573            | 1.07            | 1337                | 0.91                | 830              | 0.57             | 266               | 0.18              |      |
| Var                             | 108 597         | 17.73           | 186 376       | 30.43         | 152 316         | 24.87           | 94 184             | 15.38              | 21 089       | 3.44         | 29 177                | 4.76                  | 6933          | 1.13          | 4655            | 0.76            | 5860                | 0.96                | 2274             | 0.37             | 977               | 0.16              |      |
| Vaucluse                        | 58 208          | 18.52           | 95 930        | 30.53         | 59 619          | 18.97           | 60 852             | 19.37              | 13 553       | 4.31         | 14 452                | 4.60                  | 3989          | 1.27          | 2804            | 0.89            | 2890                | 0.92                | 1388             | 0.44             | 543               | 0.17              |      |
| Vendée                          | 109 989         | 26.26           | 77 590        | 18.53         | 106 804         | 25.50           | 63 156             | 15.08              | 21 356       | 5.10         | 24 211                | 5.78                  | 3810          | 0.91          | 5219            | 1.25            | 2705                | 0.65                | 3294             | 0.79             | 696               | 0.17              |      |
| Vienne                          | 59 146          | 24.88           | 47 024        | 19.78         | 42 703          | 17.96           | 49 061             | 20.64              | 16 861       | 7.09         | 11 920                | 5.01                  | 2861          | 1.20          | 3642            | 1.53            | 1896                | 0.80                | 2074             | 0.87             | 560               | 0.24              |      |
| Alto Vienne                     | 55 577          | 26.67           | 37 937        | 18.20         | 32 522          | 15.60           | 46 549             | 22.33              | 16 136       | 7.74         | 9285                  | 4.46                  | 3518          | 1.69          | 3044            | 1.46            | 1557                | 0.75                | 1850             | 0.89             | 440               | 0.21              |      |
| Vosgos                          | 43 604          | 19.86           | 63 924        | 29.12         | 39 579          | 18.03           | 36 524             | 16.64              | 10 887       | 4.96         | 14 323                | 6.53                  | 2750          | 1.25          | 3229            | 1.47            | 2223                | 1.01                | 2004             | 0.91             | 455               | 0.21              |      |
| Yonne                           | 36 234          | 19.63           | 52 640        | 28.52         | 36 739          | 19.91           | 30 815             | 16.70              | 8846         | 4.79         | 11 668                | 6.32                  | 1987          | 1.08          | 2128            | 1.15            | 1775                | 0.96                | 1380             | 0.75             | 341               | 0.18              |      |
| Territorio de Belfort           | 14 771          | 20.64           | 19 249        | 26.89         | 12 668          | 17.70           | 13 672             | 19.10              | 4189         | 5.85         | 3770                  | 5.27                  | 669           | 0.93          | 886             | 1.24            | 941                 | 1.31                | 592              | 0.83             | 167               | 0.23              |      |
| Essonne                         | 163 389         | 26.21           | 102 461       | 16.43         | 112 478         | 18.04           | 136 392            | 21.88              | 42 072       | 6.75         | 44 793                | 7.18                  | 4468          | 0.72          | 5755            | 0.92            | 7514                | 1.21                | 2924             | 0.47             | 1241              | 0.20              |      |
| Altos del Sena                  | 256 687         | 32.30           | 60 731        | 7.64          | 231 553         | 29.14           | 145 289            | 18.28              | 57 114       | 7.19         | 21 359                | 2.69                  | 4747          | 0.60          | 5033            | 0.63            | 8453                | 1.06                | 2447             | 0.31             | 1345              | 0.17              |      |
| Sena-Saint Denis                | 130 103         | 24.04           | 73 534        | 13.59         | 69 063          | 12.76           | 184 123            | 34.02              | 45 506       | 8.41         | 16 601                | 3.07                  | 3160          | 0.58          | 6050            | 1.12            | 8739                | 1.61                | 3235             | 0.60             | 1088              | 0.20              |      |
| Valle del Marne                 | 172 202         | 28.33           | 69 878        | 11.50         | 122 814         | 20.21           | 149 112            | 24.53              | 47 228       | 7.77         | 26 252                | 4.32                  | 3957          | 0.65          | 5226            | 0.86            | 7303                | 1.20                | 2749             | 0.45             | 1066              | 0.18              |      |
| Valle del Oise                  | 138 752         | 25.31           | 94 158        | 17.18         | 101 131         | 18.45           | 131 342            | 23.96              | 37 518       | 6.84         | 24 790                | 4.52                  | 3975          | 0.73          | 5040            | 0.92            | 7702                | 1.41                | 2752             | 0.50             | 978               | 0.18              |      |
|                                 |                 |                 |               |               |                 |                 |                    |                    |              |              |                       |                       |               |               |                 |                 |                     |                     |                  |                  |                   |                   |      |
| Guadalupe                       | 33 930          | 30.23           | 15 159        | 13.51         | 16 305          | 14.53           | 27 081             | 24.13              | 11 165       | 9.95         | 2042                  | 1.82                  | 650           | 0.58          | 2300            | 2.05            | 1312                | 1.17                | 1972             | 1.76             | 326               | 0.29              |      |
| Martinica                       | 27 893          | 25.53           | 11 949        | 10.94         | 18 400          | 16.84           | 29 903             | 27.37              | 10 661       | 9.76         | 2338                  | 2.14                  | 870           | 0.80          | 3217            | 2.94            | 1407                | 1.29                | 2253             | 2.06             | 373               | 0.34              |      |
| Guayana Francesa                | 5031            | 18.75           | 6521          | 24.30         | 3935            | 14.66           | 6633               | 24.71              | 1529         | 5.70         | 472                   | 1.76                  | 273           | 1.02          | 1405            | 5.23            | 480                 | 1.79                | 462              | 1.72             | 98                | 0.37              |      |
| Reunión                         | 66 292          | 18.91           | 82 219        | 23.46         | 60 508          | 17.26           | 85 987             | 24.53              | 26 872       | 7.67         | 10 123                | 2.89                  | 1939          | 0.55          | 4377            | 1.25            | 6029                | 1.72                | 5190             | 1.48             | 944               | 0.27              |      |
| Mayotte                         | 6364            | 19.21           | 9008          | 27.19         | 10 808          | 32.62           | 2789               | 8.42               | 1434         | 4.33         | 1019                  | 3.08                  | 182           | 0.55          | 621             | 1.87            | 408                 | 1.23                | 334              | 1.01             | 163               | 0.49              |      |
| Nueva Caledonia                 | 11 089          | 12.75           | 25 290        | 29.09         | 27 065          | 31.13           | 7703               | 8.86               | 8125         | 9.34         | 2521                  | 2.90                  | 695           | 0.80          | 1284            | 1.48            | 2098                | 2.41                | 836              | 0.96             | 240               | 0.28              |      |
| Polinesia Francesa              | 11 119          | 14.70           | 24 604        | 32.54         | 26 679          | 35.28           | 5952               | 7.87               | 2203         | 2.91         | 1767                  | 2.34                  | 447           | 0.59          | 755             | 1.00            | 1206                | 1.59                | 689              | 0.91             | 201               | 0.27              |      |
| San Pedro y Miquelón            | 473             | 17.97           | 478           | 18.16         | 261             | 9.92            | 933                | 35.45              | 217          | 8.24         | 79                    | 3.00                  | 54            | 2.05          | 64              | 2.43            | 36                  | 1.37                | 28               | 1.06             | 9                 | 0.34              |      |
| Wallis y Futuna                 | 1630            | 30.48           | 380           | 7.11          | 1526            | 28.53           | 192                | 3.59               | 1349         | 25.22        | 79                    | 1.48                  | 29            | 0.54          | 41              | 0.77            | 50                  | 0.93                | 54               | 1.01             | 18                | 0.34              |      |
| San Martín/San Bartolomé        | 1572            | 19.99           | 1834          | 23.32         | 2518            | 32.02           | 1153               | 14.66              | 247          | 3.14         | 216                   | 2.75                  | 68            | 0.86          | 92              | 1.17            | 112                 | 1.42                | 35               | 0.45             | 18                | 0.23              |      |
| Residentes en el extranjero     | 223 879         | 40.40           | 35 926        | 6.48          | 145 829         | 26.32           | 87 692             | 15.83              | 38 092       | 6.87         | 8837                  | 1.59                  | 2530          | 0.46          | 3414            | 0.62            | 5578                | 1.01                | 1312             | 0.24             | 1030              | 0.19              |      |
|                                 |                 |                 |               |               |                 |                 |                    |                    |              |              |                       |                       |               |               |                 |                 |                     |                     |                  |                  |                   |                   |      |
| Total                           | 8 656 346       | 24.01           | 7 678 491     | 21.30         | 7 212 995       | 20.01           | 7 059 951          | 19.58              | 2 291 288    | 6.36         | 1 695 000             | 4.70                  | 435 301       | 1.21          | 394 505         | 1.09            | 332 547             | 0.92                | 232 384          | 0.64             | 65 586            | 0.18              |      |
| Fuente: Ministerio del Interior |                 |                 |               |               |                 |                 |                    |                    |              |              |                       |                       |               |               |                 |                 |                     |                     |                  |                  |                   |                   |      |

#### Por región
| Región                          | Emmanuel Macron       | Emmanuel Macron | Marine Le Pen | Marine Le Pen | François Fillon | François Fillon | Jean-Luc Mélenchon | Jean-Luc Mélenchon | Benoît Hamon | Benoît Hamon | Nicolas Dupont-Aignan | Nicolas Dupont-Aignan | Jean Lassalle | Jean Lassalle | Philippe Poutou | Philippe Poutou | François Asselineau | François Asselineau | Nathalie Arthaud | Nathalie Arthaud | Jacques Cheminade | Jacques Cheminade |      |
| Región                          | Votos                 | %               | Votos         | %             | Votos           | %               | Votos              | %                  | Votos        | %            | Votos                 | %                     | Votos         | %             | Votos           | %               | Votos               | %                   | Votos            | %                | Votos             | %                 |      |
| ------------------------------- | --------------------- | --------------- | ------------- | ------------- | --------------- | --------------- | ------------------ | ------------------ | ------------ | ------------ | --------------------- | --------------------- | ------------- | ------------- | --------------- | --------------- | ------------------- | ------------------- | ---------------- | ---------------- | ----------------- | ----------------- | ---- |
| Región                          | Auvernia-Ródano-Alpes | 1 025 872       | 24.50         | 867 591       | 20.72           | 845 905         | 20.20              | 805 588            | 19.24        | 256 532      | 6.13                  | 215 883               | 5.16          | 53 247        | 1.27            | 43 509          | 1.04                | 41 336              | 0.99             | 24 656           | 0.59              | 7597              | 0.18 |
| Borgoña-Franco Condado          | 338 191               | 21.89           | 387 662       | 25.09         | 304 391         | 19.70           | 276 958            | 17.93              | 87 386       | 5.66         | 87 267                | 5.65                  | 15 847        | 1.03          | 18 533          | 1.20            | 14 332              | 0.93                | 11 496           | 0.74             | 2843              | 0.18              |      |
| Bretaña                         | 581 076               | 29.05           | 306 644       | 15.33         | 380 815         | 19.04           | 385 736            | 19.28              | 180 827      | 9.04         | 87 928                | 4.40                  | 19 097        | 0.95          | 27 092          | 1.35            | 13 419              | 0.67                | 14 296           | 0.71             | 3400              | 0.17              |      |
| Centro-Valle del Loira          | 323 725               | 22.68           | 329 470       | 23.08         | 300 325         | 21.04           | 252 308            | 17.67              | 83 552       | 5.85         | 82 060                | 5.75                  | 13 570        | 0.95          | 16 282          | 1.14            | 12 075              | 0.85                | 11 365           | 0.80             | 2882              | 0.20              |      |
| Córcega                         | 28 528                | 18.48           | 43 041        | 27.88         | 39 453          | 25.56           | 21 314             | 13.81              | 5780         | 3.74         | 4462                  | 2.89                  | 8711          | 5.64          | 1374            | 0.89            | 965                 | 0.63                | 495              | 0.32             | 253               | 0.16              |      |
| Gran Este                       | 615 776               | 20.72           | 825 604       | 27.78         | 586 390         | 19.73           | 484 810            | 16.31              | 151 296      | 5.09         | 182 200               | 6.13                  | 30 508        | 1.03          | 34 468          | 1.16            | 30 223              | 1.02                | 24 272           | 0.82             | 6078              | 0.20              |      |
| Alta Francia                    | 630 285               | 19.50           | 1 003 216     | 31.04         | 521 373         | 16.13           | 633 313            | 19.59              | 166 630      | 5.15         | 160 721               | 4.97                  | 22 410        | 0.69          | 33 652          | 1.04            | 26 043              | 0.81                | 29 193           | 0.90             | 5688              | 0.18              |      |
| Isla de Francia                 | 1 612 516             | 28.63           | 708 026       | 12.57         | 1 249 586       | 22.19           | 1 224 978          | 21.75              | 430 324      | 7.64         | 226 203               | 4.02                  | 36 350        | 0.65          | 45 705          | 0.81            | 64 391              | 1.14                | 23 582           | 0.42             | 9795              | 0.17              |      |
| Normandía                       | 422 960               | 22.36           | 452 586       | 23.93         | 370 105         | 19.57           | 362 426            | 19.16              | 113 705      | 6.01         | 98 907                | 5.23                  | 13 896        | 0.73          | 23 804          | 1.26            | 14 301              | 0.76                | 15 194           | 0.80             | 3544              | 0.19              |      |
| Nueva Aquitania                 | 851 304               | 25.12           | 640 148       | 18.89         | 602 830         | 17.79           | 703 439            | 20.75              | 240 157      | 7.09         | 155 581               | 4.59                  | 91 904        | 2.71          | 49 646          | 1.46            | 26 664              | 0.79                | 21 439           | 0.63             | 6262              | 0.18              |      |
| Occitania                       | 740 031               | 22.32           | 762 087       | 22.98         | 566 036         | 17.07           | 734 193            | 22.14              | 216 349      | 6.52         | 135 403               | 4.08                  | 75 482        | 2.28          | 35 216          | 1.06            | 28 603              | 0.86                | 16 776           | 0.51             | 5524              | 0.17              |      |
| Países del Loira                | 575 832               | 26.27           | 364 267       | 16.62         | 516 428         | 23.56           | 403 455            | 18.41              | 143 491      | 6.55         | 109 842               | 5.01                  | 16 988        | 0.78          | 26 340          | 1.20            | 15 529              | 0.71                | 16 018           | 0.73             | 3731              | 0.17              |      |
| Provenza-Alpes-Costa Azul       | 520 978               | 18.94           | 774 781       | 28.16         | 615 524         | 22.38           | 515 415            | 18.74              | 113 365      | 4.12         | 119 050               | 4.33                  | 29 554        | 1.07          | 21 314          | 0.77            | 25 950              | 0.94                | 10 437           | 0.38             | 4569              | 0.17              |      |
|                                 |                       |                 |               |               |                 |                 |                    |                    |              |              |                       |                       |               |               |                 |                 |                     |                     |                  |                  |                   |                   |      |
| Guadalupe                       | 33 930                | 30.23           | 15 159        | 13.51         | 16 305          | 14.53           | 27 081             | 24.13              | 11 165       | 9.95         | 2042                  | 1.82                  | 650           | 0.58          | 2300            | 2.05            | 1312                | 1.17                | 1972             | 1.76             | 326               | 0.29              |      |
| Martinica                       | 27 893                | 25.53           | 11 949        | 10.94         | 18 400          | 16.84           | 29 903             | 27.37              | 10 661       | 9.76         | 2338                  | 2.14                  | 870           | 0.80          | 3217            | 2.94            | 1407                | 1.29                | 2253             | 2.06             | 373               | 0.34              |      |
| Guayana Francesa                | 5031                  | 18.75           | 6521          | 24.30         | 3935            | 14.66           | 6633               | 24.71              | 1529         | 5.70         | 472                   | 1.76                  | 273           | 1.02          | 1405            | 5.23            | 480                 | 1.79                | 462              | 1.72             | 98                | 0.37              |      |
| Reunión                         | 66 292                | 18.91           | 82 219        | 23.46         | 60 508          | 17.26           | 85 987             | 24.53              | 26 872       | 7.67         | 10 123                | 2.89                  | 1939          | 0.55          | 4377            | 1.25            | 6029                | 1.72                | 5190             | 1.48             | 944               | 0.27              |      |
| Mayotte                         | 6364                  | 19.21           | 9008          | 27.19         | 10 808          | 32.62           | 2789               | 8.42               | 1434         | 4.33         | 1019                  | 3.08                  | 182           | 0.55          | 621             | 1.87            | 408                 | 1.23                | 334              | 1.01             | 163               | 0.49              |      |
|                                 |                       |                 |               |               |                 |                 |                    |                    |              |              |                       |                       |               |               |                 |                 |                     |                     |                  |                  |                   |                   |      |
| Fuente: Ministerio del Interior |                       |                 |               |               |                 |                 |                    |                    |              |              |                       |                       |               |               |                 |                 |                     |                     |                  |                  |                   |                   |      |

### Segunda vuelta

Resultados por departamento
Resultados por comuna
Participación por departamento

#### Por Departamentos
| Departamento                    | Emmanuel Macron | Emmanuel Macron | Marine Le Pen | Marine Le Pen |       |
| Departamento                    | Votos           | %               | Votos         | %             |       |
| ------------------------------- | --------------- | --------------- | ------------- | ------------- | ----- |
| Departamento                    | Ain             | 173 809         | 60.94         | 111 421       | 39.06 |
| Aisne                           | 119 202         | 47.09           | 133 939       | 52.91         |       |
| Allier                          | 106 579         | 63.90           | 60 207        | 36.10         |       |
| Alpes de Alta Provenza          | 48 994          | 58.46           | 34 817        | 41.54         |       |
| Altos Alpes                     | 47 211          | 64.12           | 26 417        | 35.88         |       |
| Alpes Marítimos                 | 278 407         | 55.35           | 224 544       | 44.65         |       |
| Ardèche                         | 104 599         | 62.37           | 63 109        | 37.63         |       |
| Ardenas                         | 64 424          | 50.73           | 62 571        | 49.27         |       |
| Ariège                          | 47 983          | 63.09           | 28 074        | 36.91         |       |
| Aube                            | 75 810          | 54.15           | 64 180        | 45.85         |       |
| Aude                            | 100 901         | 55.33           | 81 452        | 44.67         |       |
| Aveyron                         | 109 340         | 72.81           | 40 838        | 27.19         |       |
| Bocas del Ródano                | 519 335         | 57.85           | 378 456       | 42.15         |       |
| Calvados                        | 232 615         | 67.11           | 114 002       | 32.89         |       |
| Cantal                          | 55 411          | 69.83           | 23 938        | 30.17         |       |
| Charente                        | 113 700         | 65.49           | 59 916        | 34.51         |       |
| Charente Marítimo               | 215 465         | 64.84           | 116 854       | 35.16         |       |
| Cher                            | 90 376          | 61.17           | 57 358        | 38.83         |       |
| Corrèze                         | 88 029          | 71.00           | 35 955        | 29.00         |       |
| Córcega del Sur                 | 31 139          | 50.59           | 30 415        | 49.41         |       |
| Alta Córcega                    | 35 680          | 52.28           | 32 567        | 47.72         |       |
| Côte-d'Or                       | 159 645         | 64.17           | 89 121        | 35.83         |       |
| Costas de Armor                 | 236 953         | 73.47           | 85 554        | 26.53         |       |
| Creuse                          | 39 239          | 65.76           | 20 428        | 34.24         |       |
| Dordoña                         | 135 533         | 64.27           | 75 335        | 35.73         |       |
| Doubs                           | 158 304         | 63.77           | 89 935        | 36.23         |       |
| Drôme                           | 157 992         | 62.62           | 94 312        | 37.38         |       |
| Eure                            | 158 858         | 54.35           | 133 417       | 45.65         |       |
| Eure y Loir                     | 122 420         | 60.27           | 80 696        | 39.73         |       |
| Finisterre                      | 371 332         | 77.33           | 108 890       | 22.67         |       |
| Gard                            | 194 989         | 54.75           | 161 125       | 45.25         |       |
| Alto Garona                     | 436 665         | 72.38           | 166 595       | 27.62         |       |
| Gers                            | 67 571          | 66.91           | 33 424        | 33.09         |       |
| Gironda                         | 515 491         | 70.06           | 220 261       | 29.94         |       |
| Hérault                         | 312 419         | 59.22           | 215 147       | 40.78         |       |
| Ille y Vilaine                  | 403 347         | 77.67           | 115 942       | 22.33         |       |
| Indre                           | 68 173          | 60.98           | 43 627        | 39.02         |       |
| Indre y Loira                   | 201 211         | 69.23           | 89 438        | 30.77         |       |
| Isère                           | 383 197         | 65.81           | 199 097       | 34.19         |       |
| Jura                            | 79 268          | 61.37           | 49 888        | 38.63         |       |
| Landas                          | 146 619         | 68.74           | 66 661        | 31.26         |       |
| Loir y Cher                     | 100 789         | 60.47           | 65 896        | 39.53         |       |
| Loira                           | 218 603         | 63.86           | 123 714       | 36.14         |       |
| Alto Loira                      | 76 233          | 63.35           | 44 112        | 36.65         |       |
| Loira Atlántico                 | 525 200         | 77.17           | 155 353       | 22.83         |       |
| Loiret                          | 195 004         | 63.16           | 113 735       | 36.84         |       |
| Lot                             | 66 937          | 72.18           | 25 802        | 27.82         |       |
| Lot y Garona                    | 97 418          | 59.47           | 66 393        | 40.53         |       |
| Lozère                          | 26 994          | 67.03           | 13 275        | 32.97         |       |
| Maine y Loira                   | 288 817         | 72.82           | 107 781       | 27.18         |       |
| Mancha                          | 176 664         | 67.23           | 86 126        | 32.77         |       |
| Marne                           | 144 840         | 57.01           | 109 227       | 42.99         |       |
| Alto Marne                      | 45 192          | 50.48           | 44 331        | 49.52         |       |
| Mayenne                         | 112 192         | 72.02           | 43 581        | 27.98         |       |
| Meurthe y Mosela                | 198 750         | 60.66           | 128 902       | 39.34         |       |
| Mosa                            | 48 303          | 51.62           | 45 267        | 48.38         |       |
| Morbihan                        | 289 594         | 71.56           | 115 076       | 28.44         |       |
| Mosela                          | 282 717         | 57.66           | 207 597       | 42.34         |       |
| Nièvre                          | 62 722          | 59.92           | 41 946        | 40.08         |       |
| Norte                           | 669 806         | 56.90           | 507 434       | 43.10         |       |
| Oise                            | 202 509         | 53.28           | 177 549       | 46.72         |       |
| Orne                            | 88 484          | 61.64           | 55 070        | 38.36         |       |
| Paso de Calais                  | 352 558         | 47.94           | 382 782       | 52.06         |       |
| Puy-de-Dôme                     | 219 437         | 71.34           | 88 155        | 28.66         |       |
| Pirineos Atlánticos             | 253 617         | 74.81           | 85 377        | 25.19         |       |
| Altos Pirineos                  | 79 794          | 68.19           | 37 225        | 31.81         |       |
| Pirineos Orientales             | 118 644         | 52.84           | 105 874       | 47.16         |       |
| Bajo Rin                        | 330 941         | 63.07           | 193 788       | 36.93         |       |
| Alto Rin                        | 203 599         | 57.97           | 147 599       | 42.03         |       |
| Ródano                          | 572 015         | 73.59           | 205 317       | 26.41         |       |
| Alto Saona                      | 63 541          | 51.71           | 59 341        | 48.29         |       |
| Saona y Loira                   | 166 945         | 61.63           | 103 925       | 38.37         |       |
| Sarthe                          | 170 153         | 63.33           | 98 523        | 36.67         |       |
| Saboya                          | 135 118         | 64.74           | 73 598        | 35.26         |       |
| Alta Saboya                     | 249 198         | 68.66           | 113 746       | 31.34         |       |
| París                           | 849 257         | 89.68           | 97 770        | 10.32         |       |
| Sena Marítimo                   | 355 441         | 60.42           | 232 857       | 39.58         |       |
| Sena y Marne                    | 369 762         | 63.86           | 209 221       | 36.14         |       |
| Yvelines                        | 503 661         | 77.15           | 149 138       | 22.85         |       |
| Deux-Sèvres                     | 135 827         | 71.54           | 54 039        | 28.46         |       |
| Somme                           | 153 326         | 54.22           | 129 465       | 45.78         |       |
| Tarn                            | 125 591         | 63.61           | 71 856        | 36.39         |       |
| Tarn y Garona                   | 71 988          | 57.52           | 53 166        | 42.48         |       |
| Var                             | 266 724         | 50.85           | 257 769       | 49.15         |       |
| Vaucluse                        | 145 965         | 53.45           | 127 113       | 46.55         |       |
| Vandea                          | 253 914         | 69.96           | 109 035       | 30.04         |       |
| Vienne                          | 143 712         | 68.77           | 65 255        | 31.23         |       |
| Alto Vienne                     | 126 418         | 70.95           | 51 763        | 29.05         |       |
| Vosgos                          | 106 076         | 55.26           | 85 894        | 44.74         |       |
| Yonne                           | 88 939          | 55.04           | 72 651        | 44.96         |       |
| Territorio de Belfort           | 36 345          | 58.18           | 26 128        | 41.82         |       |
| Essonne                         | 382 650         | 72.18           | 147 509       | 27.82         |       |
| Altos del Sena                  | 590 963         | 85.65           | 99 032        | 14.35         |       |
| Sena-Saint Denis                | 367 823         | 78.82           | 98 825        | 21.18         |       |
| Valle del Marne                 | 419 145         | 80.32           | 102 673       | 19.68         |       |
| Valle del Oise                  | 342 018         | 72.53           | 129 518       | 27.47         |       |
|                                 |                 |                 |               |               |       |
| Guadalupe                       | 100 635         | 75.13           | 33 310        | 24.87         |       |
| Martinica                       | 104 307         | 77.55           | 30 195        | 22.45         |       |
| Guayana Francesa                | 21 769          | 64.89           | 11 777        | 35.11         |       |
| Reunión                         | 212 081         | 60.25           | 139 917       | 39.75         |       |
| Mayotte                         | 19 140          | 57.11           | 14 374        | 42.89         |       |
| Nueva Caledonia                 | 47 902          | 52.57           | 43 217        | 47.43         |       |
| Polinesia Francesa              | 52 378          | 58.39           | 37 319        | 41.61         |       |
| San Pedro y Miquelón            | 1467            | 63.29           | 851           | 36.71         |       |
| Wallis y Futuna                 | 4715            | 79.14           | 1243          | 20.86         |       |
| San Martín/San Bartolomé        | 5282            | 65.03           | 2840          | 34.97         |       |
| Residentes en el extranjero     | 496 344         | 89.31           | 59 415        | 10.69         |       |
|                                 |                 |                 |               |               |       |
| Total                           | 20 743 128      | 66.10           | 10 638 475    | 33.90         |       |
| Fuente: Ministerio del Interior |                 |                 |               |               |       |

#### Por región
| Regiones                        | Emmanuel Macron       | Emmanuel Macron | Marine Le Pen | Marine Le Pen |       |
| Regiones                        | Votos                 | %               | Votos         | %             |       |
| ------------------------------- | --------------------- | --------------- | ------------- | ------------- | ----- |
| Regiones                        | Auvernia-Ródano-Alpes | 2 452 191       | 67.13         | 1 200 726     | 32.87 |
| Borgoña-Franco Condado          | 815 709               | 60.48           | 532 935       | 39.52         |       |
| Bretaña                         | 1 301 226             | 75.36           | 425 462       | 24.64         |       |
| Centro-Valle del Loira          | 777 973               | 63.32           | 450 750       | 36.68         |       |
| Córcega                         | 66 819                | 51.48           | 62 982        | 48.52         |       |
| Gran Este                       | 1 500 652             | 57.94           | 1 089 356     | 42.06         |       |
| Alta Francia                    | 1 497 401             | 52.94           | 1 331 169     | 47.06         |       |
| Isla de Francia                 | 3 825 279             | 78.73           | 1 033 686     | 21.27         |       |
| Normandía                       | 1 012 062             | 61.96           | 621 472       | 38.04         |       |
| Nueva Aquitania                 | 2 011 068             | 68.65           | 918 237       | 31.35         |       |
| Occitania                       | 1 759 816             | 62.99           | 1 033 853     | 37.01         |       |
| Países del Loira                | 1 350 276             | 72.42           | 514 273       | 27.58         |       |
| Provenza-Alpes-Costa Azul       | 1 306 636             | 55.47           | 1 049 116     | 44.53         |       |
|                                 |                       |                 |               |               |       |
| Guadalupe                       | 100 635               | 75.13           | 33 310        | 24.87         |       |
| Martinica                       | 104 307               | 77.55           | 30 195        | 22.45         |       |
| Guayana Francesa                | 21 769                | 64.89           | 11 777        | 35.11         |       |
| Reunión                         | 212 081               | 60.25           | 139 917       | 39.75         |       |
| Mayotte                         | 19 140                | 57.11           | 14 374        | 42.89         |       |
|                                 |                       |                 |               |               |       |
| Fuente: Ministerio del Interior |                       |                 |               |               |       |

## Reacciones

### Estructura de los votos
Le Monde estimó que «raramente el soberanismo estuvo tan presente en una campaña presidencial».  Ciertos especialistas consideraron que esta elección condujo a una notable progresión del soberanismo y el populismo. Olivier Costa demostró que «los desafíos europeos surgieron como telón de fondo en la campaña, en el contexto de la subida del populismo y de el euroescepticismo en el continente europeo»: cuando cinco candidatos apostaron explícitamente por la salida de Francia de la Unión Europea (François Asselineau, Jacques Cheminade,  Nicolas Dupont-Aignan, Marine Le Pen, Philippe Poutou), mientras que solamente François Fillon, Benoît Hamon y Emmanuel Macron adoptaron una «posición moderada» con respecto a la Unión Europea.

### Reacciones inmediatas
Hubo manifestaciones de violencia policíaca en Rennes y París la noche del 24 de abril.
Desde el anuncio de los resultados de la primera vuelta, grupos de muy diversa índole, como por ejemplo militantes antifascistas y partidarios de Jean-Luc Mélenchon se reunieron en el este de París para protestar contra la presencia de Marine Le Pen y de Emmanuel Macron en la segunda vuelta. Degradaciones en el mobiliario urbano, tiendas y vehículos particulares tuvieron lugar al margen de estas manifestaciones, en ciertos barrios de París (como por ejemplo Stalingrad o Belleville).
El lunes 24 de abril, el índice CAC 40 ganó 4.1 % desde su abertura, empujada hacia arriba por los valores bancarios cerrando con promedios de entre 7 y 9 %; los mercados ganaron confianza con la que fue considerada una probable victoria de Emmanuel Macron.